# Сельское хозяйство Древней Греции

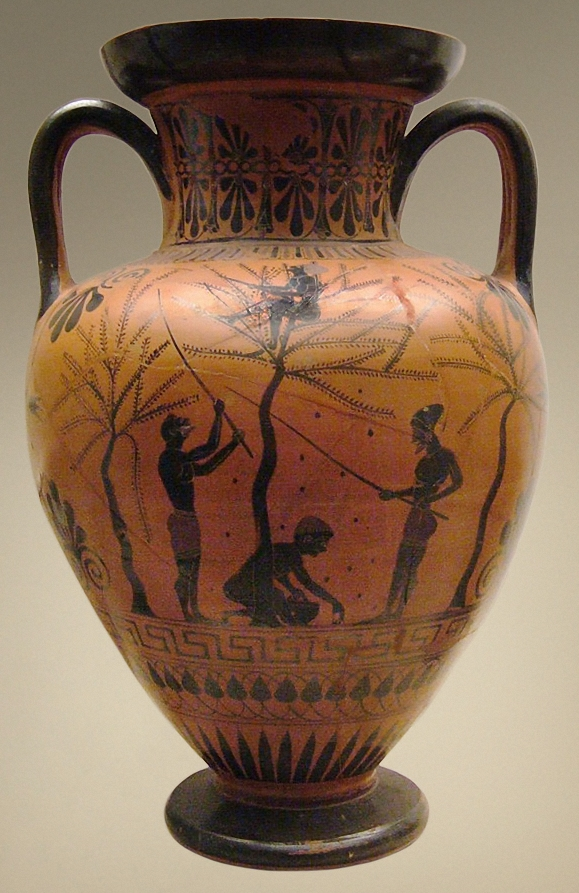
Сбор оливок. Британский музей

Сельское хозяйство было основой экономики Древней Греции. В этой деятельности было задействовано около 80% населения.

## Фон
Большинство сельскохозяйственных текстов на древнегреческом языке потеряно, за исключением двух ботанических текстов Теофраста и поэмы Гесиода. Основные тексты в основном принадлежат древнеримским агрономам: Катон Старший — De Agri Cultura, Колумелла — De re rustica, Марк Теренций Варрон и Рутилий Тавр Эмилиан Палладий. Варрон упоминает не менее пятидесяти греческих авторов, чьи произведения сейчас утеряны. Приписываемый Магону Карфагенянину сельскохозяйственный трактат Rusticatio, первоначально написанный на пуническом, а затем переведённый на греческий и латинский языки, теперь утерян. Учёные предполагают, мог ли этот текст быть одним из первых источников сельскохозяйственных традиций Ближнего Востока и античного мира. Древнегреческая агрономия также находилась под влиянием вавилонского сельского хозяйства через работы писателя IV века н. э. Виндания Анатолия, который оказал влияние на писателя VII века Кассиана Басса. 
Труд Басса Eclogae de re rustica был взят из Геопоника, сохранившегося византийского текста, созданного во время правления Константина VII Багрянородного и позже переведённого на арабский, сирийский и армянский языки.

## Сельскохозяйственная продукция

### Ферма

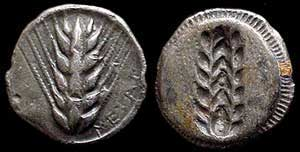
Колос ячменя, символ богатства в городе Метапонт в Великой Греции (греческие колонии Южной Италии), штампованный статер,
около 530 - 510 годов до н. э.

В ранние времена истории Греции, как показано в «Одиссее», греческое сельское хозяйство — и диета — основывались на зерновых (ситос, хотя обычно переводится как пшеница, на самом деле может обозначать любой тип злаков). На самом деле 90% производства зерновых приходилось на ячмень. Даже если древние знали о лучшей питательной ценности пшеницы, выращивание ячменя было менее требовательным и более продуктивным. Были предприняты попытки подсчитать производство зерна Аттики за этот период, но результаты не были окончательными. Спрос быстро превысил производственные возможности, поскольку пахотные земли были ограничены. Нехватка земли (стенохория, др.-греч. στενοχωρία) также объясняет греческую колонизацию и то значение, которое анатолийские клерухии будут иметь для Афинской империи в контроле над поставками зерна.
С другой стороны, греческая земля хорошо подходила для оливковых деревьев, которые давали оливковое масло. Выращивание 
оливкового дерева восходит к ранней греческой истории. Оливковые плантации — это долгосрочное вложение: дереву требуется более двадцати лет, чтобы дать плоды, и оно даёт плоды только раз в два года. Виноград хорошо переносит каменистую почву, но требует особого ухода. Виноград выращивают с бронзового века.
Эти основные культуры были увеличены за счет огородов (капуста, лук, чеснок, чечевица, нут, бобы) и сады с травами (шалфей, мята, тимьян, чабер, душица). В садах были инжир, миндаль, яблони и груши. Масличные растения, такие как льняное семя, кунжут и мак также выращивались.

### Животноводство

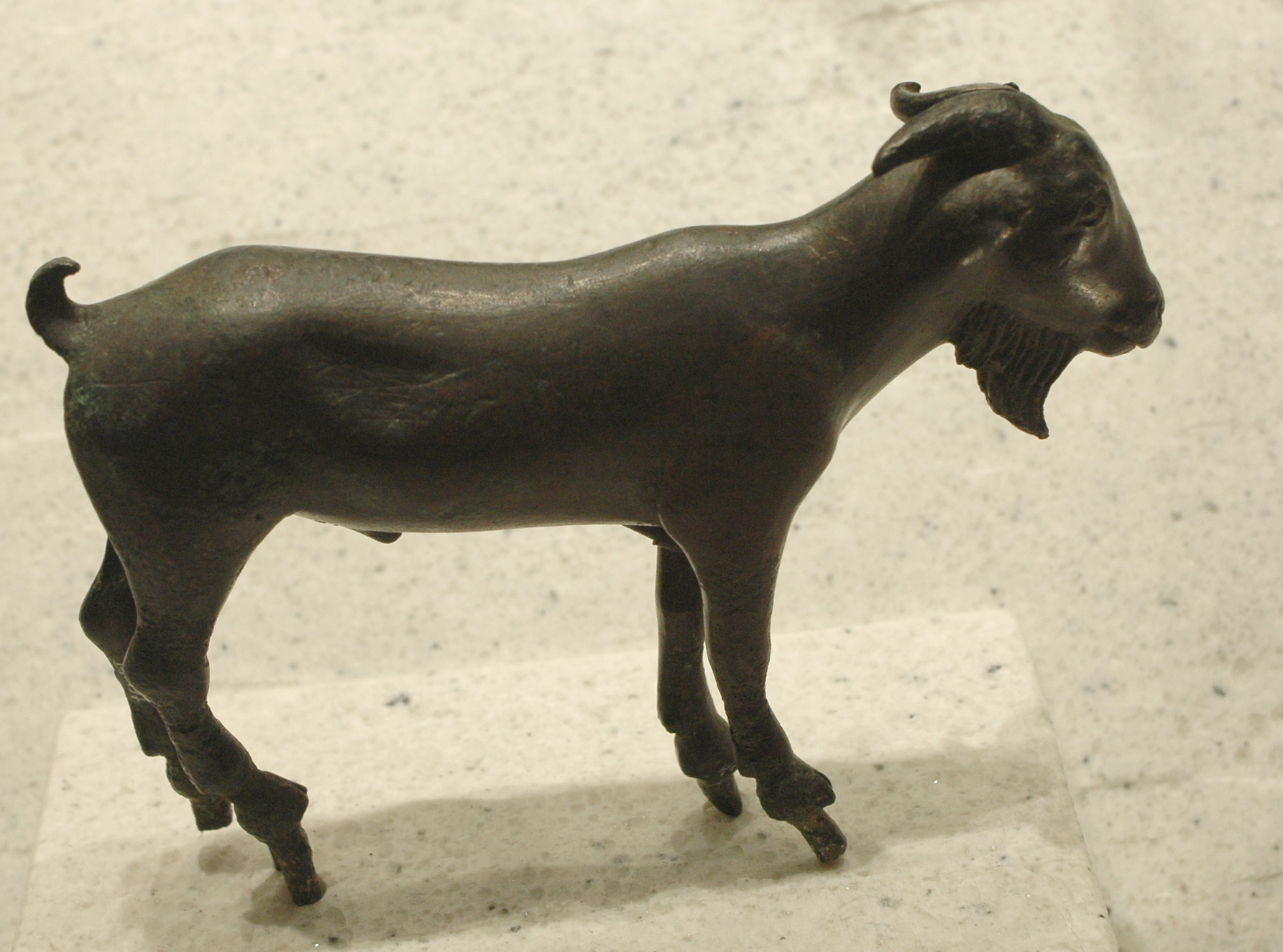
Статуэтка козла из бронзы найдена в деме Кифисьи,
V век до н. э., Лувр

Животноводство, которое в трудах Гомера рассматривается как знак власти и богатства, на самом деле не было развито в Древней Греции. Хотя микенская цивилизация была знакома с выращиванием крупного рогатого скота, практика была ограничена в результате географической экспансии в менее подходящую местность. Козы и овцы быстро стали самым обычным домашним скотом; менее трудно выращивать и поставщиков мяса, шерсти и молока (обычно в форме сыра). Свинина и птица (курица и гуси) также выращивались. Быки были редкостью и обычно использовались в качестве рабочего животного, хотя иногда их использовали в качестве жертвенных животных (см. Гекатомба). Ослы, мулы и их смеси выращивались как тягловые или вьючные животные.
Лошади выросли на равнинах Фессалии и Арголиды; это было роскошное животное, символизирующее аристократию. Облака — древнегреческая комедия Аристофана — иллюстрирует конный снобизм афинских аристократов: Фидиппид, сын героя, пристрастился к скаковым лошадям и так разоряет своего отца Стрепсиада.
Вероятно, что большинство ферм занимались ограниченным животноводством; домашняя птица или мелкие животные, пасущиеся на пустырях или скармливаемые кухонными отходами. Существовали также комбинированные фермы/животноводческие хозяйства, а также предприятия, специализирующиеся на животноводстве. Надпись также упоминает некоего Эвбола из Элатеи в Фокиде, владельца 220 голов крупного рогатого скота и лошадей и не менее 1000 овец и коз. Отары овец паслись между долиной зимой и горами летом. Существовали налоги за транзит или остановку стада в городах.
Коров также иногда разводили, хотя они не были так распространены, как другие сельскохозяйственные животные.

### Другие товары
Дерево эксплуатировалось, в основном, для домашнего использования; дома и повозки были сделаны из дерева, как и рало (латинское aratrum). Греческие леса, расположенные в высокогорьях, были оголены козами и производством угля; вскоре его пришлось импортировать специально для производства кораблей (см.трирема).
Пчеловодство давало мёд, единственный источник сахара, известный грекам. Он также использовался в лекарствах и в производстве медовухи. У древних греков не было доступа к сахарному тростнику. Регион Имитос в Аттике был известен качеством производимого здесь мёда. Воск также производился, использовался в процессе по выплавляемой восковой модели для изготовления бронзовых статуй, а также в медицине.
Бронза использовалась для сельскохозяйственных инструментов и оружия.

## Сельскохозяйственные работы

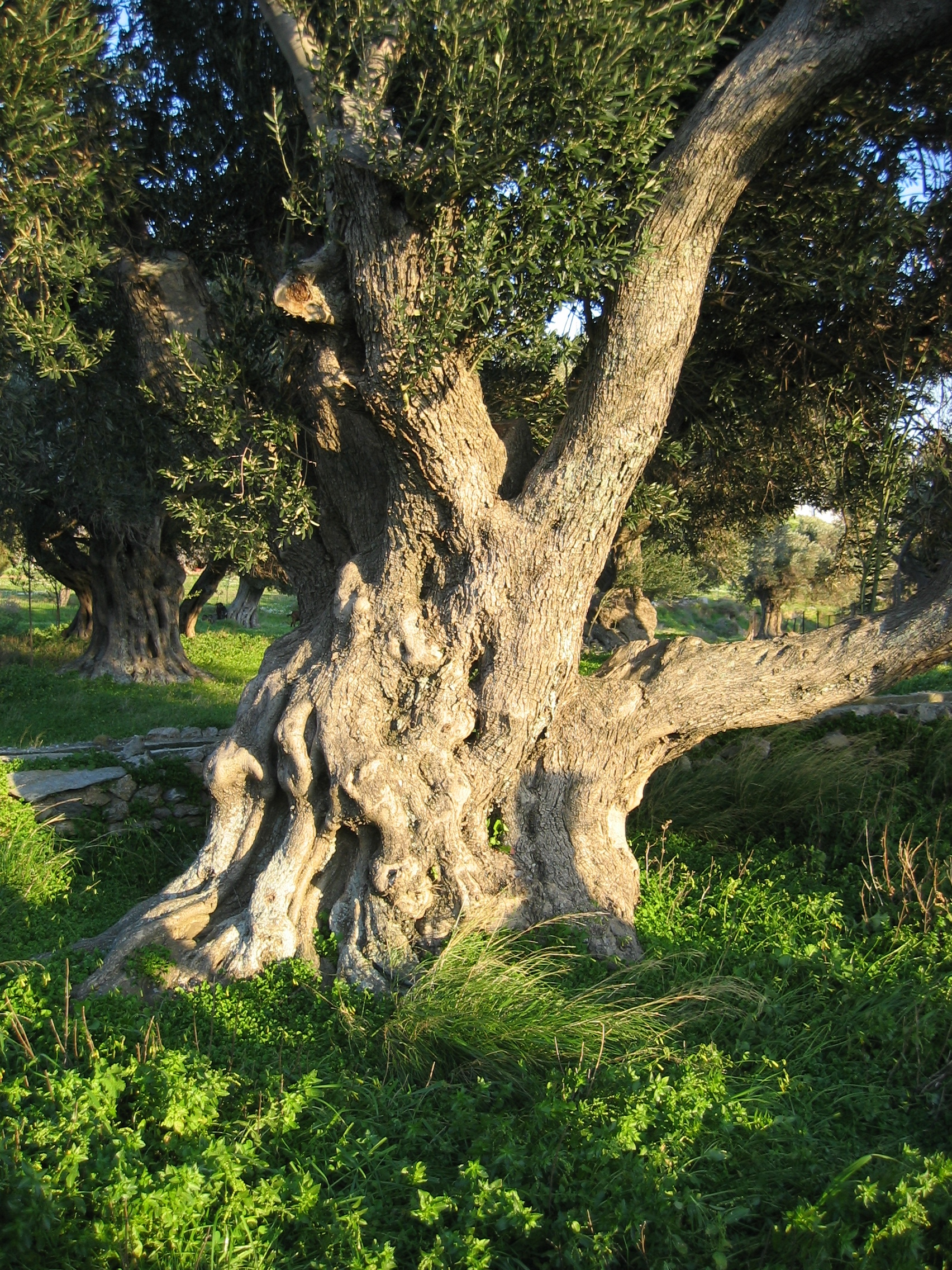
Оливки — фундамент греческого сельского хозяйства — здесь, в Каристосе, Эвбея

Книги «Труды и дни» Гесиода (VIII век до н. э.) и «Домострой» Ксенофонта (IV век до н. э.) предоставляют информацию об отработке земли.
Сбор оливок производился с поздней осени до начала зимы вручную или с помощью жердей. Их помещали в плетёные корзины и оставляли бродить на несколько недель перед прессованием. Винтовой пресс, хотя Плиний Старший (XVIII, 37) называет его греческим прессом, был изобретением римлян в конце II века до н. э. Масло консервировали в терракотовых вазах для дальнейшего использования. Это было также время обрезки деревьев и виноградных лоз и сбора бобовых культур.
Весна была сезоном дождей; фермеры пользовались этим, чтобы вернуть залежь в производство. Они практиковали двухлетний севооборот, чередуя из года в год паровые и культивируемые культуры. Попытки ввести трехлетний севооборот с бобовыми на третий год натолкнулись на проблемы из-за плохой греческой почвы, недостатка мощности и отсутствия механизации. Греки не использовали навоз, возможно, из-за небольшого поголовья крупного рогатого скота. Единственной почвенной добавкой были сорняки, вспаханные обратно в землю после того, как поля вышли из залежи.
Летом без орошения не обойтись. В июне собирали серпы; коса не использовалась. Пшеница была обмолочена животной силой; её топтали волы, ослы или мулы, а зерно хранилось. Женщины и рабы измельчали его и пекли хлеб.
Ранней осенью они собирали валежник и заготавливали дрова; в то время как зимы на побережье были мягкими, в высокогорьях они могли быть суровыми. Фермерам также приходилось ломать твёрдую корку, которая образовывалась за лето на зерновых полях. Для этого требовалось три прохода, поскольку рало было деревянным (металлические лемехи встречались редко) и царапало только самый верхний слой почвы, не переворачивая его. Мотыгой и молотком также разбивали комки земли. На следующий год залежь засеивалась вручную. Это было время сбора винограда: виноград давили ногами в больших чанах, затем вино оставляли для брожения в кувшинах. После этого процесса люди могли пить амброзийное вино и наслаждаться им.

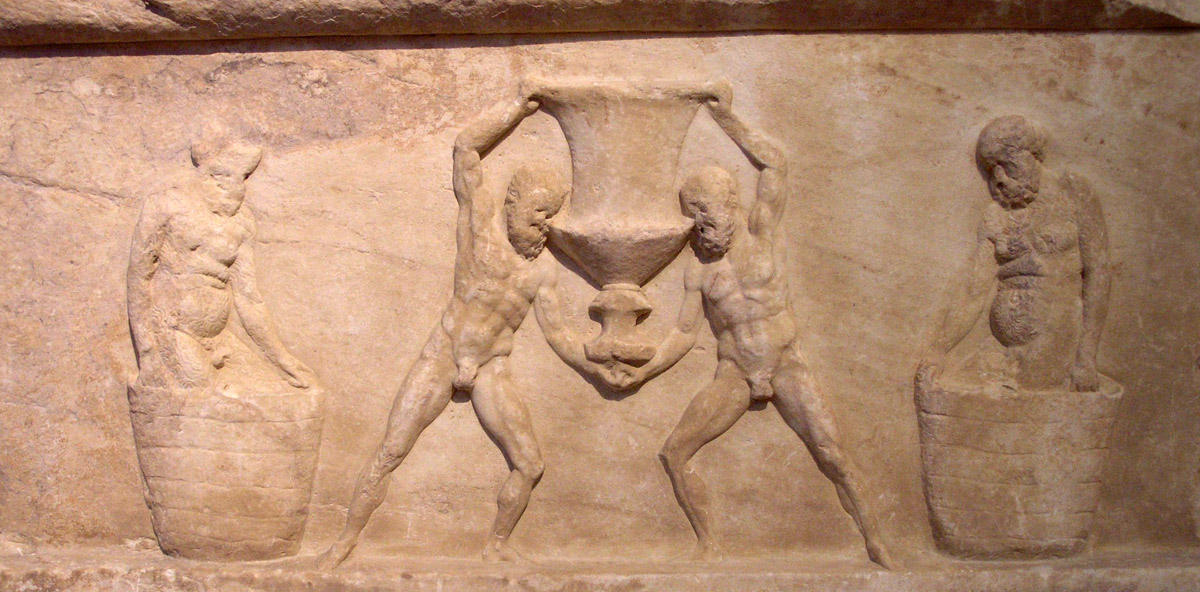
Сатиры делают вино, барельеф Диониса из алтаря неизвестной даты, Национальный археологический музей (Афины)

За почти четыре столетия, прошедшие между Гесиодом и Ксенофонтом, в сельском хозяйстве не было никаких улучшений. Инструменты оставались посредственными, и не было изобретений, облегчающих работу человека или животных. Так было до расцвета Древнего Рима, когда водяная мельница получила широкое распространение, используя гидравлическую энергию для увеличения силы мышц. Только в средние века настоящие плуги, которые перевернули землю, получили широкую известность. Ни ирригация, ни улучшение почвы, ни животноводство не претерпели заметных успехов. Только самые богатые земли, такие как Месиния, были способны выращивать два урожая в год.

## Сельскохозяйственная недвижимость
За исключением Афин и нескольких районов, где аэрофотосъёмка позволила провести анализ исторического распределения земель, распределение сельскохозяйственных угодий малоизвестно. До V века до н. э. известно, что эта земля принадлежала крупным землевладельцам, таким как Эвпатриды Аттики. Тем не менее, землепользование варьировалось в зависимости от региона; в Аттике владения были разделены на более мелкие участки, тогда как в Фессалии у них были отдельные арендаторы.
Начиная с VIII века до н. э. между крупными землевладельцами и крестьянами росла напряжённость, выживать в которой становилось всё труднее и труднее. Это, вероятно, можно объяснить ростом населения, вызванным снижением детской смертности, и усугубляемым практикой равного раздела земли между несколькими наследниками в каждом поколении (о чём свидетельствуют Гомер и Гесиод). В Афинах кризис разрешился с прибытием Солона в 594 году до н. э. Он запретил рабство за долги и ввёл другие меры, предназначенные для помощи крестьянам. В V веке до н. э. практика литургии (др.-греч. λειτουργία / лат. leitourgia — буквально общественная работа) возлагала ответственность за предоставление общественных услуг на плечи богатых, что привело к сокращению крупномасштабной собственности на землю. Подсчитано, что большинству граждан гоплитов принадлежало около 5 гектаров земли. В Спарте реформы Ликурга привели к радикальному перераспределению земель с распределением участков от 10 до 18 гектаров (др.-греч. κλεροί) каждому гражданину. В другом месте тираны предприняли передел земли, захваченной у богатых политических врагов.
Начиная с IV века до н. э. собственность начинает концентрироваться среди нескольких землевладельцев, в том числе в Спарте, где, согласно Аристотелю, «земля перешла в руки нескольких» (Политика, II , 1270а). Тем не менее аристократические поместья в Греции так и не достигли масштабов великой римской латифундии; в классический период богатые Алкивиады владели только 28 гектарами (Платон, «1 Алкивиад», 123c). Во всех случаях земля остаётся неразрывно связанной с понятием богатства. Отец Демосфена обладал 14 талантами, а из-за земли владел только домом, но он был исключением. Когда банкир Пасион нажил состояние, он поспешил купить землю.
Некоторая греческая земля была общественной и/или священной. Каждый город обладал такой землёй, и, по оценкам, в Афинах в классический период эти земли составляли десятую часть обрабатываемой земли. Это было административное деление и собственность самого города (например, в Аттике это был дем или храм). Эти земли сдавались в аренду физическим лицам.